# Махташа
Махташа (каз. Мақташы) — село в Келесском районе Туркестанской области Казахстана. Входит в состав Кошкаратинского сельского округа. Код КАТО — 515471700.

## Население
В 1999 году население села составляло 703 человека (344 мужчины и 359 женщин). По данным переписи 2009 года, в селе проживало 890 человек (456 мужчин и 434 женщины).